# Spitzkopf-Sägerochen
Der Spitzkopf-Sägerochen (Anoxypristis cuspidata) ist eine Art aus der Familie der Sägerochen und der einzige Vertreter der Gattung Anoxypristis. Die Fische leben im Roten Meer, dem Persischen Golf, vor Neuguinea, vor der Südküste Japans und der Nordküste Australiens.

## Merkmale

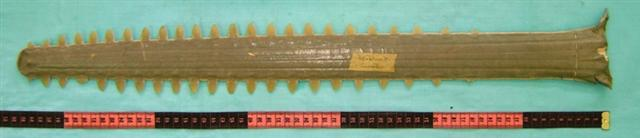
Bezahnte Schnauze des Spitzkopf-Sägerochen

Das größte bekannte Exemplar hatte eine Gesamtlänge von 4,70 m, unbestätigt ist ein Fang von 6,10 m. Der Körper des Spitzkopf-Sägerochen ist haiartig mit flügelartig ausgeprägten Brustflossen, die Oberseite ist grau mit blassweißen Flossen, die Unterseite ebenfalls blassweiß. Der Kopf ist flach mit einer schwertförmigen, ebenmäßigen Schnauze mit 18 bis 22 Paaren seitlich abstehender, dreieckiger Zähne bewehrt.  Die Oberlippe ist gerade oder leicht gebogen, der Unterkiefer ist gerade oder leicht gewellt. Die Nasenöffnungen sind sehr lang und deutlich voneinander getrennt.

## Lebensweise
Die Fische leben küstennah im Flachwasser zwischen 0 und 40 m, bevorzugt in Flussdeltas, gelegentlich schwimmen sie auch Flussläufe hinauf. Sie ernähren sich von kleineren Fischen und Sepien. Der Spitzkopf-Sägerochen ist, wie alle Sägerochen, ovovivipar.